# Philippe Videlier
 (janvier 2017).
Si vous disposez d'ouvrages ou d'articles de référence ou si vous connaissez des sites web de qualité traitant du thème abordé ici, merci de compléter l'article en donnant les références utiles à sa vérifiabilité et en les liant à la section « Notes et références ».
Philippe Videlier est un historien et écrivain français.

## Biographie
Les travaux de recherche de Philippe Videlier au CNRS portent sur les migrations, les villes ouvrières, les cultures populaires. Il est docteur en histoire (1982).
Il a été boursier de la Russell Sage Foundation à la New School for Social Research de New York en 1988 et enseignant-chercheur (Research Fellow) au Center for European Studies de l’Université Harvard en 1991. 
Il est l'auteur aux Éditions Gallimard de nouvelles Le Jardin de Bakounine (2001) et de plusieurs romans : Nuit turque (2005 et Folio 2007) Dîner de gala – L’étonnante aventure des Brigands Justiciers de l’Empire du Milieu (2012). « Philippe Videlier annonçait la naissance d’un genre » écrit Françoise Monfort dans le Matricule des anges à propos du Jardin de Bakounine[réf. nécessaire]. 
Ses ouvrages sont édités dans différents pays : Italie, Arménie, Grèce, Turquie, Liban, Croatie. Son livre aux Éditions Gallimard Quatre Saisons à l'Hôtel de l'Univers traite des destinées du Moyen-Orient à travers l'histoire d'Aden.
Chargé par l'Organisation mondiale de la santé (OMS) d’un rapport sur l’image de la santé dans la bande dessinée, il publie en collaboration avec Pierine Piras un livre aux éditions du CNRS / Frison-Roche : La Santé dans les bandes dessinées. Une partie des droits d’auteurs iront au Téléthon en 1992[réf. nécessaire].
Il participe à l’exposition dirigée par Thierry Groensteen Maîtres de la bande dessinée européenne (Bibliothèque nationale de France octobre 2000 à janvier 2001)[réf. nécessaire]. 
Il a écrit plusieurs articles sur la bande dessinée parmi lesquels : "Lectures du désastre -du passé et de l'avenir des guerres et des massacres", in Revue Neuvième art 2.0 (CIBDI) juin 2015. "Fin de siècle fin de cycle (A suivre)" in Revue Neuvième art 2.0 (CIBDI)juin 2014. "Vida del Che : une bande dessinée des temps tourmentés" in Revue Neuvième art 2.0 (CIBDI)juin 2013. "Zone libre : la bande dessinée à Lyon" in Lignes de front -bande dessinée et totalitarisme, ouvrage collectif, éditions Georg, Genève 2011. “Mens sana in corpore sano : les corps en mouvement de la bande dessinée" in Pucks en stock, ouvrage collectif, éditions Georg, Genève, 2016.
Commissaire de l’exposition « L’Algérie à Lyon » en 2003 (Bibliothèque municipale de Lyon), il publie en collaboration avec l’écrivain Didier Daeninckx l’ouvrage issu de cette manifestation. Auteur de travaux sur l'immigration depuis 1983 (une centaine d'articles), parmi lesquels : « La vraie vie d'Elisabeth Ricol » in revue Écarts d'identité, juillet 2012 et contribution à l'ouvrage collectif Mémoire de l'accueil des étrangers, Éditions Écarts d'identité/La Fosse aux ours, 2014.
Il a préfiguré l’élaboration du Centre de la Mémoire à Villeurbanne, ville ouvrière de la banlieue lyonnaise (en France) et a publié 3 ouvrages sur l’histoire de cette ville : Cinepolis (2003), Gratte-Ciel (2004), Usines (2007). L’ouvrage Usines a obtenu en 2008 le prix « La ville à lire » décerné par France Culture et la revue Urbanisme.[réf. nécessaire]
Auteur de plusieurs centaines d’articles dans des revues françaises comme étrangères Philippe Videlier collabore régulièrement à Lettre international (Berlin), 9e Art 2.0, Lettera internazionale (Italie), Diasporas, Ça Presse (URDLA), Écarts d’identité[réf. nécessaire].
Il a participé aux pages histoire (« Dates ») du journal Le Monde dans les années 1980-90. À l’invitation de Claude Julien, il est devenu collaborateur régulier du Monde diplomatique des années 1984 à 1998. Il contribue à la revue Lettre internationale, fondée par Antonin Liehm (en France, en Allemagne, en Italie, en Roumanie) depuis 1985.[réf. nécessaire]
Philippe Videlier a été un des parrains de SOS Racisme, militant de Ras l'front.[réf. nécessaire]
Il a eu l'occasion d'intervenir sur le thème du négationnisme dans différentes institutions en France, en Italie (au Sénat italien à Rome), en Belgique (au Sénat belge à Bruxelles) aux États-Unis (Université du Minnesota et Université de Californie à Los Angeles de Los Angeles). Il a été particulièrement actif dans le mouvement pour la reconnaissance du Génocide arménien par la France (Assemblée nationale avec Jean-Paul Bret).[réf. nécessaire] Sa contribution : « French Society and the Armenian Genocide » est parue dans l'ouvrage collectif The Armenian Genocide, Cultural and Ethical Legacies, Transaction Publishers, 2008.

## Affaire Videlier
En février 1993, Videlier, travaillant alors au Centre d'histoire économique et sociale de Lyon II en tant que chargé de recherche au CNRS, accuse l'un des vacataires du centre, François Robert, d'avoir appartenu à un groupe négationniste dans sa jeunesse (ancien de La Guerre sociale, celui-ci a participé sporadiquement à la revue La Vieille Taupe). Lorsqu'il est question de titulariser Robert au centre, Videlier demande à être affecté à une autre équipe du CNRS. Devant le refus du centre de cesser sa collaboration avec Robert, Videlier expose la polémique sur la place publique, en alertant le Mouvement contre le racisme et pour l'amitié entre les peuples (MRAP) et la section lyonnaise de SOS Racisme. Sur sa suggestion, son supérieur demande l'arbitrage de Madeleine Rebérioux, présidente de la Ligue des droits de l'homme, qui ne donne pas raison à Videlier. L'historien Pierre Vidal-Naquet, après avoir envoyé un courrier de soutien personnel à Philippe Videlier, apporte son soutien à François Robert  .
En octobre 1993, Robert, alors titularisé, publie plusieurs lettres de défense, rejetant toute adhésion ou sympathie pour les thèses négationnistes. De son côté, Videlier ne trouve pas d'autre poste à Lyon pendant plusieurs années. Les soutiens de Videlier fondent en 1994 le cercle Marc-Bloch, qui publie tous les deux mois une feuille consacrée à la dénonciation du négationnisme, relayée par l'association Golias. Les associations Ras l'front et Hippocampe s'ajoutent aux partisans de Videlier, ce qui donne lieu à une soirée-débat organisée par ces soutiens sur le thème « Lyon, capitale du négationnisme ? », le 22 novembre 1994.
Après la parution en 1997 de l'ouvrage collectif Négationnistes : les chiffonniers de l'histoire, auquel participe Videlier, François Robert porte plainte pour diffamation - autant pour les accusations contre lui reprises dans l'ouvrage que pour les propos tenus par Videlier lors d'une émission de France Culture,.
Le 6 mars 1998, le tribunal de grande instance de Paris condamne Philippe Videlier à 20 000 francs d'amende pour diffamation contre François Robert. Le 31 mars 1999, la cour d'appel confirme la condamnation ; si les juges reconnaissent la légitimité des interrogations initiales de Philippe Videlier, ils lui opposent qu'il a négligé tous les faits allant à l'encontre de sa thèse, et qu'il manifeste une animosité personnelle envers François Robert (deux éléments excluant la bonne foi). Videlier et Radio France d'une part, et les responsables de l'association Golias et des éditions Syllepse d'autre part - éditeurs de l'ouvrage incriminé, voient donc confirmées les condamnations aux amendes prévues. Le 14 juin 2000, la Cour de cassation rejette le pourvoi de Philippe Videlier. Le même jour, dans un autre arrêt, la Cour rejette aussi le pourvoi des éditions Syllepses et des contributeurs de l'ouvrage,.

## Publications

### Essais
- Shanghaï - Lyon et retour, avec Gilbert Viailly, Lyon, France, Éditions Mezcal, coll. « Mezcalito », 1987, 22 p.  (ISBN 2-905805-02-1)
- La Santé dans les bandes dessinées, avec Pierine Piras, Paris, CNRS Éditions, 1992, 191 p.  (ISBN 2-222-04780-3)
- La Proclamation du nouveau monde, suivi de Manifeste de Karl Marx, Vénissieux, France, Éditions Paroles d’aube, 1995, 93 p.  (ISBN 2-909096-38-6)
- Décines : une ville, des vies, Vénissieux, France, Éditions Paroles d’aube, 1996, 234 p.  (ISBN 2-909096-51-3)
- L‘Étoile de Che Guevara, suivi par Poèmes et autres chroniques en vert olive (Ernesto Che Guevara, [trad. de l'espagnol par Olga Barry et Pierine Piras), Vénissieux, France, Éditions Paroles d’aube, coll. « Inventaire », 1997, 163 p.  (ISBN 2-909096-90-4)
- Saint-Priest, le fil des jours, Vénissieux, France, Éditions Paroles d’aube, coll. « Trace », 1999, 129 p.  (ISBN 2-84384-030-9)
- Manifestez ! : destin et postérité du « Manifeste communiste », Paris, Éditions Syllepse, coll. « Utopie critique », 2003, 169 p.  (ISBN 2-84797-036-3)
- Cinépolis, Genouilleux, France, Éditions La Passe du Vent, coll. « Commune mémoire », 2003, 130 p.  (ISBN 2-84562-063-2)
- L´Algérie à Lyon, une mémoire centenaire, Lyon, France, Bibliothèque municipale de Lyon, 2003, 101 p.  (ISBN 2-900297-17-6)
- Gratte-ciel, Genouilleux, France, Éditions La Passe du Vent, coll. « Commune mémoire », 2004, 223 p.  (ISBN 2-84562-073-X)
- Usines, Genouilleux, France, Éditions La Passe du Vent, coll. « Commune mémoire », 2007, 447 p.  (ISBN 978-2-84562-126-8) - Prix « La ville à lire » 2008[6]
- « Mens sana in corpore sano : Les Corps en mouvement de la bande dessinée » in Pucks en stock. Bande dessinée et sport,  B. Melançon et M. Porret (dir.), Genève, Suisse, éditions Georg, , 2016, 270 p.  (ISBN 978-2-8257-1041-8)

### Nouvelles
- Le Jardin de Bakounine : et autres nouvelles de l'Histoire, Paris, Éditions Gallimard, coll. « Blanche », 2001, 226 p.  (ISBN 2-07-076126-6)
- Nuit turque, Paris, Éditions Gallimard, coll. « Blanche », 2005, 137 p.  (ISBN 2-07-077632-8)[7],[8]
- Dîner de gala : l'étonnante aventure des brigands justiciers de l'empire du Milieu, Paris, Éditions Gallimard, coll. « Blanche », 2012, 617 p.  (ISBN 978-2-07-013721-3)[9],[10]
- Quatre saisons à l’Hôtel de l’Univers, Paris, Éditions Gallimard, coll. « Blanche », 2017, 486 p.  (ISBN 978-2-07-268867-6)
- Dernières nouvelles des Bolcheviks, Paris, Éditions Gallimard, coll. « Blanche », 2017, 218 p.  (ISBN 978-2-07-273722-0)

## Distinctions

### Récompenses
- Prix La Ville à Lire de France Culture en 2008 pour son ouvrage Usines concernant la ville de Villeurbanne. Prix remis au salon du Livre de Paris.
- Prix Savoir et courage de la Fondation La Ferthé en 1998.

### Décoration
- Chevalier de l'ordre national du Mérite.